# Entada camerunensis
Entada camerunensis är en ärtväxtart som beskrevs av Villiers. Entada camerunensis ingår i släktet Entada och familjen ärtväxter. Inga underarter finns listade i Catalogue of Life.